# Siona
Siona es un pueblo indígena que habita en la Amazonía de Ecuador y Colombia, en las riberas del río Putumayo entre las desembocaduras de los ríos Cuhembi y Piñuña Blanca, en el Departamento de Putumayo en Colombia y en la Provincia de Sucumbios en Ecuador, especialmente en la Reserva de producción faunística Cuyabeno y en propiedades colectivas en Puerto Bolívar, Biáña y Orahëaya. Se encuentran ubicados en 3 cantones: Cuyabeno, Sushufindi y Putumayo. Se designan a sí mismos como Gâ'tɨya pâín, el pueblo del río de la caña brava. Se les ha designado también como Ceona, Quenquecoyo, Encabellado o Bahupâi.

## Idioma
Hablan un idioma perteneciente a la rama occidental de la familia Tukano, el mismo de los "Macaguaje" o Airu pâín (gente de la selva) que viven en la hoya del Mecaya y Sensaya, afluentes del río Caquetá y entre este y el río Putumayo, estrechamente relacionado con la lengua de los Secoya o Piojé del Ecuador y relacionado también con el de los Coreguaje.

## Historia
Llegaron desde el oriente hace siglos a su territorio, por el río Putumayo, que designan como río de la caña brava. Han sido afectados por las sucesivas economías de "bonanza", primero la explotación del caucho, luego desde 1963 la explotación de petróleo y finalmente la colonización para el cultivo ilegal de coca. El resultado ha sido la reducción de su territorio y de su población, la cual es actualmente inferior a las 500 personas.

## Actividad económica
Su economía depende de la agricultura itinerante. Cultivan yuca, maíz, arroz, chontaduro, plátanos, piña y naranja. Complementan su alimentación con la pesca y en menor medida con la caza con cerbatana o escopeta, la cría de gallinas y cerdos y la recolección de frutos silvestres.
Hacen canoas de troncos ahuecados para transportarse por los ríos. Fabrican hamacas y canastos de fibras obtenidas de plantas. Las mujeres practican la alfarería. Venden su fuerza de trabajo en actividades como desbroce de la selva, construcción de campamentos y apertura de trochas.

## Chamanes siona
El "curaca" tiene un papel importante en la vida de la comunidad y mediante el consumo ritual del yajé establece contacto con los cinco niveles del universo y sus colores. La salud, la caza, la pesca, el ciclo vital humano, el matrimonio y la seguridad de la comunidad dependen de las relaciones con los diferentes seres que habitan estos niveles.

## Cultura tradicional
Dan importancia al arreglo personal, al peinado tradicional y a la pintura del cuerpo y elaboran y usan aretes y unos 80 collares, entre los que se destaca unos 32 colmillos de jaguar. Llevan en cada brazo o muñeca, como pulsera, la yerba aromática ma'ya, que les ha valido el nombre sionɨ (perfumados, en lengua huitoto).Se caracteriza por ser una nacionalidad muy lejana que los otros.

## Menciones literarias
En su novela Toá, el escritor colombiano César Uribe Piedrahíta hace la siguiente descripción de un hombre siona:

Destacábase entre todas la figura de un mozo alto y bien musculado que sostenía animada charla en un corrillo. Llevaba el largo pelo lustroso cortado sobre la frente y al ras de las orejas. La cara depilada totalmente teníala decorada con líneas transversales y puntos pintados con achote. Otras líneas de color sepia oscuro, hacíanle aparecer los ojos muy alargados. Largas plumas rojas de guacamaya, adornaban las cañas que atravesaban las orejas y de la mitad de cada una pendía un triángulo de plata repulida. Cubría su cuerpo robusto una túnica sin mangas que le llegaba a la rodilla dejando al desnudo las piernas nudosas, pintadas de rojo y ornadas con anillos de bejucos aromáticos. Un collar de colmillo de tigre completaba el bizarro atavío del muchacho.